# Santiago De Wit Guzmán
Santiago De Wit Guzmán (ur. 5 września 1964 w Walencji) – hiszpański duchowny katolicki, arcybiskup, nuncjusz apostolski w Trynidadzie i Tobago.

## Życiorys
27 maja 1989 otrzymał święcenia kapłańskie i został inkardynowany do archidiecezji waleckiej. W 1994 rozpoczął przygotowanie do służby dyplomatycznej na Papieskiej Akademii Kościelnej. W 1998 rozpoczął pracę w służbie dyplomatycznej Stolicy Apostolskiej. W latach 1998–2001 był sekretarzem nuncjatury w Republice Środkowoafrykańskiej. Pracował jako sekretarz nuncjatur: w Holandii (2001–2004), w Paragwaju (2004–2007). Następnie pełnił funkcję radcy w nuncjaturach: w Egipcie (2007–2010), w DR Konga (2010–2012) oraz w Hiszpanii (2012–2017).

## Episkopat
21 marca 2017 papież Franciszek mianował go nuncjuszem apostolskim w Republice Środkowoafrykańskiej oraz arcybiskupem tytularnym Gabala. 25 marca 2017 został równocześnie akredytowany nuncjuszem w Czadzie. Sakrę biskupią przyjął 10 czerwca tegoż roku z rąk abpa Paula Gallaghera.
30 lipca 2022 papież mianował go nuncjuszem apostolskim w Trynidadzie i Tobago. Równocześnie został nuncjuszem akredytowanym w innych krajach regionu Małych Antyli: Dominice, Saint Kitts i Nevis, Saint Lucia, Saint Vincent i Grenadynach, Antigua i Barbudzie, Barbadosie, Jamajce, Grenadzie, Surinamie i Gujanie. 27 lutego 2023 został akredytowany również w Santa Lucia, Grenadzie i na Bahamach.